# Rue Saint-Pierre (Québec)
Pour les articles homonymes, voir Rue Saint-Pierre.
La rue Saint-Pierre est une artère historique de Québec. Surnommée la Wall Street de Québec, elle est située dans la Basse-Ville. 

## Histoire
L’origine du nom de la rue Saint-Pierre est incertaine. La rue honore sans doute saint Pierre, l’apôtre de Jésus. Il pourrait également s’agir d’une référence à Pierre de Voyer d’Argenson, gouverneur de la Nouvelle-France de 1658 à 1661. 
À partir du milieu du XVIIIe siècle, plusieurs remblayages mettent fin aux inondations et permettent d’ouvrir une nouvelle rue commerciale dans la Basse-Ville.
Dans la seconde moitié du XIXe siècle, de nombreux bureaux d’affaires et institutions financières s’y établissent, ce qui lui vaut, au début du XXe siècle, le surnom de Wall Street de Québec. On y retrouvait pas moins de quatre banques, la Bourse de Québec, ainsi qu’un grand nombre de compagnies d’assurances et de consulats. La première banque à charte francophone au Canada, la Banque nationale, en 1859, occupe le 71, rue Saint-Pierre.
Plusieurs bâtiments de prestige sont construits sur la rue. En 1912, la compagnie Dominion Fish and Fruit fait ériger au numéro 126 le premier gratte-ciel à Québec, haut de neuf étages. En raison de la proximité du port, plusieurs grossistes s'y installent et alimentent le commerce de détail de la région. La prestance des bâtiments, le pavage de briques et le tramway témoignent du prestige de l'artère.
Le déclin financier amorcé après les années 1960, avec le départ des institutions bancaires pour la Haute-Ville, est redressé par la prise en charge touristique et culturelle du quartier, notamment avec l'arrivée du Musée de la civilisation et l'établissement d'hôtels de prestige ayant contribué à la sauvegarde patrimoniale des bâtiments.

## Édifices notables
Plusieurs édifices patrimoniaux et des prestige ont été construits sur la rue Saint-Pierre.
| Numéro civique | Description                                                                                           | Photo |
| -------------- | --- | ----- |
| 71             | Édifice de la Banque nationale érigé en 1862 selon les plans de l'architecte Joseph-Ferdinand Peachy. |       |
| 92             | Maison Guillaume-Estèbe construite en 1752.                                                           |       |
| 110            | Ancienne Banque de Québec érigée en 1863 d'après les plans de l'architecte Edward Staveley.           |       |
| 111            | Édifice de la Dominion Bank                                                                           |       |
| 116            | Ancienne Banque de Montréal construite en 1906.                                                       |       |
| 126            | Édifice Dominion de la compagnie Dominion Fish & Fruits, en 1912.                                     |       |
| 132            | Ancienne Banque d'Hochelaga bâtie en 1901-1902                                                        |       |
| 139            | Ancienne Bank of Commerce construite en 1906                                                          |       |